# Manuel Eugenio Salazar Mora
Manuel Eugenio Salazar Mora (ur. 9 października 1958 w Guadalupe) – kostarykański duchowny katolicki, biskup diecezjalny Tilarán-Liberia od 2016.

## Życiorys
Święcenia kapłańskie otrzymał 4 grudnia 1982 i został włączony do duchowieństwa archidiecezji San José de Costa Rica. Był m.in. dyrektorem kurialnego departamentu ds. edukacji katolickiej, rektorem krajowego seminarium oraz wikariuszem biskupim.
6 lutego 2016 papież Franciszek mianował go biskupem diecezjalnym Tilarán-Liberia. Sakry biskupiej udzielił mu 4 kwietnia 2016 jego poprzednik – biskup Vittorino Girardi.